# Novo FC
Novo FC is een Braziliaanse voetbalclub uit Campo Grande in de staat Mato Grosso do Sul.

## Geschiedenis
De club werd opgericht in 2010 door oud-leden van Operário als Novoperário FC, de succesvolste club van de staat, die echter in verval geraakte. In 2012 werden ze kampioen van de tweede klasse en speelden ze 2013 voor het eerst in de hoogste klasse van het Campeonato Sul-Mato-Grossense. De club bereikte meteen de kwartfinales om de titel en verloor daar van Naviraiense. Ook in 2014 en 2015 werden ze in de kwartfinale uitgeschakeld, nu door respectievelijk Águia Negra en Ivinhema. In 2016 wisten ze zich niet te plaatsen voor de kwartfinale.  
In 2018 namen ze de naam Novo FC aan om zich te distantiëren van Operário. 